# جغرافیای ترینیداد و توباگو

موقعیت ترینیداد و توباگو در قاره آمریکا.

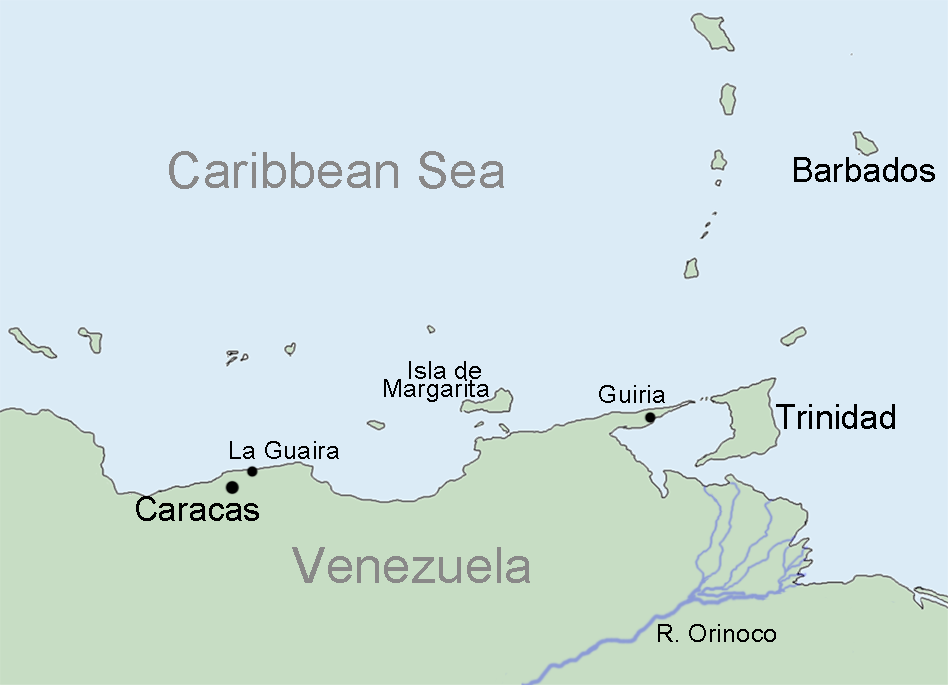
محا ترینیداد و توباگو در روبه‌روی ساحل ونزوئلا.

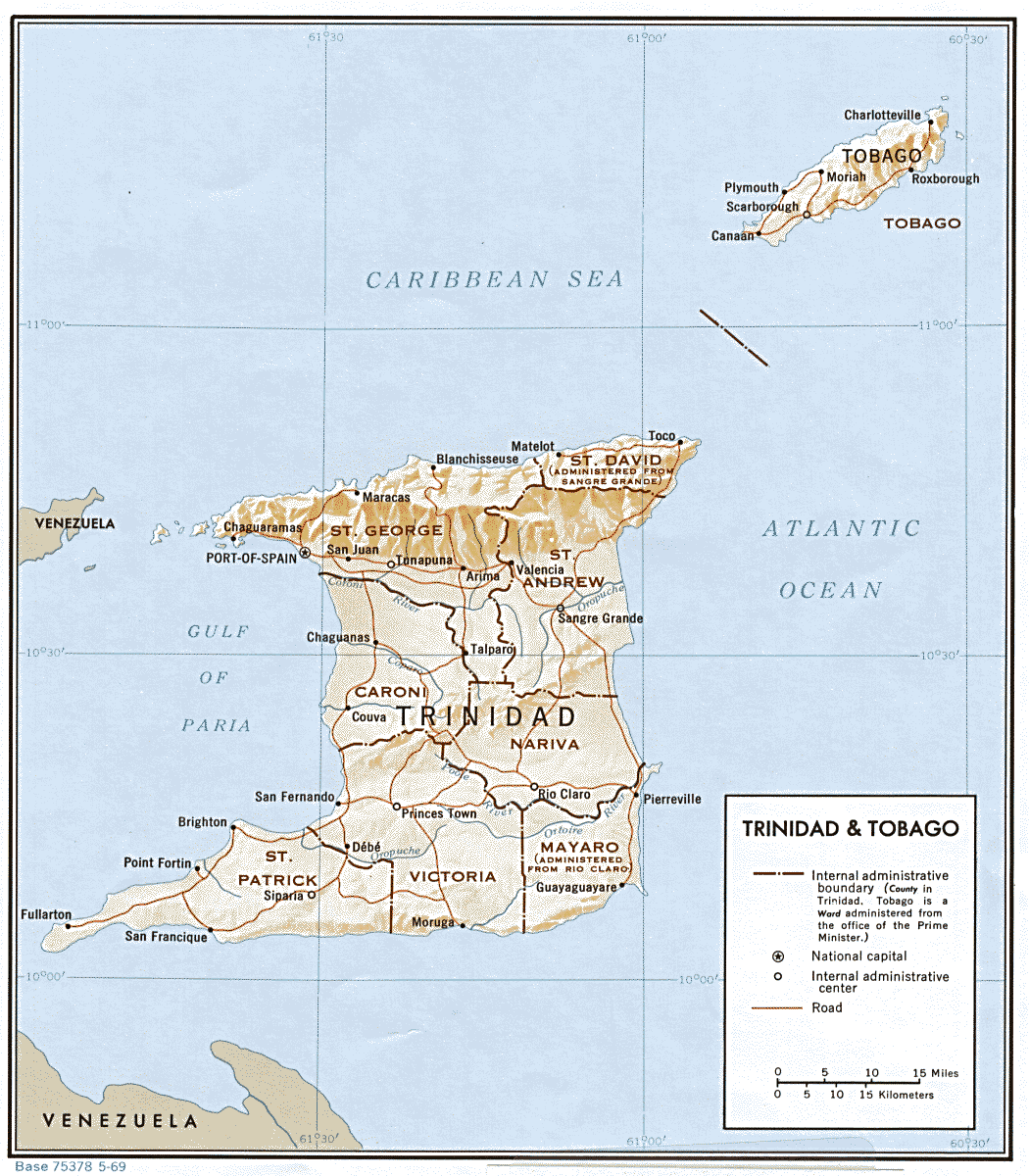
نقشه ناهمواری‌ها و استان‌های ترینیداد و توباگو.

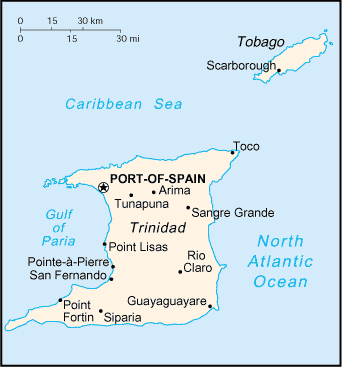
نقشه سیاسی ترینیداد و توباگو.

ترینیداد و توباگو یک کشور مجمع‌الجزایری در جنوب دریای کارائیب بین دریای کارائیب و اقیانوس اطلس شمالی در شمال شرقی ونزوئلا است. اگرچه ترینیداد و توباگو در نزدیکی ساحل آمریکای جنوبی واقع شده‌است، اما به دلیل اینکه در زمره کشورهای کارائیب به‌شمار می‌آید، اغلب به عنوان بخشی از قاره آمریکای شمالی در نظر گرفته می‌شود.
مساحت این کشور ۵۱۲۸ کیلومتر مربع است و از دو جزیره اصلی، ترینیداد و توباگو، و ۲۱ جزیره کوچکتر تشکیل شده‌است. بین دو جزیره اصلی، ترینیداد بزرگتر و پرجمعیت‌تر است. توباگو بسیار کوچکتر است و حدود ۶ درصد از کل منطقه و ۴ از جمعیت کشور را شامل می‌شود. 
مرزهای دریایی ترینیداد و توباگو با کشورهای جزیره‌ای گرنادا، سنت وینسنت و گرنادین‌ها، و باربادوس در شمال؛ گویان در جنوب شرق؛ و ونزوئلا در جنوب و غرب تلاقی می‌کند. خلیج پاریا در کوتاه‌ترین نقطه بین ترینیداد و ونزوئلا، قاره آمریکای جنوبی را با ۱۱ کیلومتر از ترینیداد و توباگو جدا می‌کند.
این کشور شامل جزایر جنوب شرقی آنتیل کوچک، مونو، هوئوووس، گاسپار گرانده (یا گاسپاری)، توباگو کوچک و جزیره سنت گیلز است. جزیره ترینیداد ۱۱ کیلومتر دورتر از کرانه شمال شرقی ونزوئلا و در ۱۳۰ کیلومتری جنوب گرنادین‌ها واقع شده‌است. مساحت جزیره ۴٬۷۶۸ کیلومتر مربع است.
از آنجایی که ترینیداد زمانی بخشی از خاک اصلی قاره آمریکای جنوبی بوده‌است، دارای مجموعه‌ای از گیاهان استوایی و حیات وحش است که به‌طور قابل توجهی متنوع‌تر از اکثر جزایر کارائیب است. توباگو به‌طور کلی یک مجموعه مشابه اما با تنوع کمتری دارد.
از نظر جغرافیای فیزیکی، این جزایر ادامه سرزمین اصلی آمریکای جنوبی هستند.. ویژگی فیزیکی برجسته جزیره ترینیداد رشته‌کوه شمالی آن است که ادامه رشته‌کوه‌های آند در ونزوئلا است. این رشته از شرق به غرب با ارتفاع متوسط حدود ۴۶۰ متر کشیده شده و در کوه آریپو (سرو دل اریپو)، مرتفع‌ترین قله کشور، به ۹۴۰ متر می‌رسد. رشته شمالی محل تعداد زیادی آبشار است که دیدنی‌ترین آن‌ها آبشار بلو بیسین (حوضه آبی‌رنگ) و آبشار ماراکاس هستند که هر دو ۹۱ متر ارتفاع دارند. در ضلع جنوبی دامنه، کوهپایه‌هایی با ارتفاع تقریبی ۱۵۰ متر به سمت دشت شمالی فرود می‌آیند.

## ترینیداد
ترینیداد پنجمین جزیره بزرگ در دریای کارائیب است و مساحتی بالغ بر ۴۸۲۸ کیلومتر مربع دارد. پایتخت و بزرگترین شهر ترینیداد و توباگو، پورت آو اسپین، در شمال غرب ترینیداد واقع شده‌است. از دیگر سکونتگاه‌های قابل توجه می‌توان به سان فرناندو، آریما، پوینت فورتین و چاگواناس اشاره کرد.
ترینیداد دارای سه منطقه مرتفع است: رشته شمالی، محدوده مرکزی و رشته جنوبی. بیشتر جزیره نسبتاً مسطح است که توسط دشت کارونی پوشانده شده‌است. این دشت بخش زیادی از زمین‌های قابل کشت کشور را تشکیل می‌دهد. رشته شمالی یک منطقه کوهستانی و جنگلی انبوه است که از ساحل تا توکو در شرق و شبه جزیره چاگواراماس در غرب امتداد دارد. این منطقه زیستگاه ۴۳۰ گونه پرنده و بیش از ۱۰۰ گونه پستاندار از جمله میمون جیغ‌کش سرخ گویان، میمون شنل‌پوش، پلنگچه و گوزن‌های کوچک است. بلندترین قله «سرو دل آریپو» با ارتفاع ۹۴۰ متر از سطح دریا است.
سه رشته‌کوه جدا از ترینیداد عبور می‌کنند که ادامه‌ای از کوردیلرای ساحلی ونزوئلا است.
رودخانه‌ها و نهرهای متعددی در جزیره ترینیداد وجود دارد. مهم‌ترین آنها رودخانه اوتویره با درازای ۵۰ کیلومتر (۳۱٫۱ مایل) است که به سمت شرق تا اقیانوس اطلس امتداد دارد، و رودخانه کارونی به طول ۴۰ کیلومتر که به سمت غرب به خلیج پریا می‌رسد. بیشتر خاک‌های ترینیداد حاصلخیز هستند، به استثنای زمین‌های شنی و ناپایدار که در قسمت جنوبی جزیره یافت می‌شود.

## توباگو
توباگو در ۳۸ کیلومتری سواحل شمال شرقی ترینیداد واقع شده‌است و با ۳۰۰ کیلومتر مربع مساحت، به‌طور قابل توجهی کوچکتر است. شهرهای اصلی جزیره شامل اسکاربرو، مرکز اصلی جمعیت، راکسبورو و شارلوت ویل است. توباگو عمدتاً تپه‌ای و کوهستانی است که بلندترین نقطه آن، قله کبوتر است که در نزدیکی شهر اسپای ساید قرار دارد و ارتفاع آن از سطح دریا به ۵۵۰ متر می‌رسد.
توباگو کوهستانی است و ارتفاعات آن به ۵۵۰ متر می‌رسد. این جزیره دره‌های عمیق و حاصلخیز دارد و نوک جنوب غربی جزیره دارای سکوی مرجانی است. اگرچه توباگو منشأ آتشفشانی دارد، هیچ آتشفشان فعالی در آن وجود ندارد. جنگل ۴۳ درصد از جزیره را پوشش می‌دهد. سیل و فرسایش خاک در توباگو شدیدتر از ترینیداد است. خط ساحلی با خلیج‌های متعدد، سواحل و دشت‌های ساحلی باریک پس و پیش رفتگی زیادی دارد.
توباگو چندین جزیره کوچک اقماری دارد. بزرگترین آنها، توباگو کوچک، به شکل ستاره دریایی است و با زمین‌های تپه‌ای خود ۱٫۲ کیلومتر مربع (۰٫۴۶ مایل مربع)مساحت دارد.

## آب و هوا
آب و هوای هر دو جزیره گرمسیری است. دمای هر دو تفاوت چندانی ندارد و به‌طور میانگین در طول سال ۲۶٫۵ درجه سانتی‌گراد است. یک فصل مرطوب و خشک وجود دارد و میانگین بارندگی آن ۲۲۰۰ میلی‌متر در سال است. فصل اول از ژانویه تا مه و دومی از ژوئن تا دسامبر ادامه دارد. مناطق داخلی توباگو ممکن است گهگاه در طول ماه‌های خشک دچار خشکسالی شوند و قرار گرفتن در معرض بادهای شمال شرقی به این معنی است که دمای آن کمی پایین‌تر از دمای ترینیداد است. اگرچه طوفان‌های استوایی گهگاه بر مجمع‌الجزایر تأثیر می‌گذارند، اما جای‌گیری این دو جزیره در جنوب حوضه طوفان اقیانوس اطلس شمالی آن‌ها را از آسیب عمده طوفان‌های منطقه جدا می‌دارد.

## زمین‌شناسی
از نظر زمین‌شناسی، این جزایر بخشی از کمان آتشفشانی آنتیل کوچک نیستند. در عوض، ترینیداد زمانی بخشی از سرزمین اصلی آمریکای جنوبی بوده و در فلات قاره آن واقع شده‌است. توباگو نیز بخشی از زنجیره کمان جزیره ای غرق شده مربوط به صفحه کارائیب مشتق شده از اقیانوس آرام است. این جزایر توسط خلیج پاریا از قاره آمریکای جنوبی جدا می‌شوند.
رشته شمالی عمدتاً از سنگ‌های دگرگونی ژوراسیک بالایی و کرتاسه تشکیل شده‌است. دشت‌های شمالی (کریدور شرقی-غربی و دشت‌های کارونی) از رسوبات آواری دریایی کم عمق جوان تر تشکیل شده‌است. در جنوب آن، کمربند چین‌خوردگی و رانشی محدوده مرکزی از سنگ‌های رسوبی کرتاسه و ائوسن، با سازندهای میوسن در امتداد جناحین جنوبی و شرقی تشکیل شده‌است. دشت‌های ناپاریما و باتلاق ناریوا شانه جنوبی این برآمدگی را تشکیل می‌دهند.
دشت‌های جنوبی از ماسه‌های میوسن و پلیوسن، رس و شن تشکیل شده‌است. ذخایر نفت و گاز طبیعی، به ویژه در شمال گسل لوس باخوس، روی آن قرار دارند. رشته جنوبی سومین برآمدگی تاقدیس را تشکیل می‌دهد. این شامل چندین زنجیره تپه‌ای است که مشهورترین آنها تپه ترینیتی است. این سنگ‌ها شامل ماسه‌سنگ، شیل، لای‌سنگ و رس‌هایی هستند که در میوسن تشکیل شده و در پلیستوسن بالا رفته‌اند. ماسه‌های نفتی و گِلفشان‌ها به ویژه در این منطقه رایج هستند.